# Ivan Gašparovič
Ivan Gašparovič (né le 27 mars 1941) est un homme d'État slovaque d’origine croate, président de la République de 2004 à 2014.
Ancien professeur de droit pénal, il a suscité des controverses dans son pays lors de son élection, en raison du rôle prééminent qu’il a joué durant le mandat de l'ancien président du gouvernement Vladimír Mečiar, qui avait valu à la Slovaquie d'être mise à l'écart partiellement par l’Union européenne et les États-Unis au milieu des années 1990.

## Biographie

### Enfance et jeunesse
Il est né dans une famille d'enseignants à Poltár le 27 mars 1941. Au moment du Printemps de Prague en 1968, il a adhéré au Parti communiste tchécoslovaque qui tentait alors sous la direction d'Alexander Dubček de libéraliser le régime mais il en est sorti après l'intervention soviétique en août de la même année. Il a ensuite enseigné le droit pénal à l'université de Bratislava.

### Le rédacteur de la Constitution
Le destin d’Ivan Gašparovič a changé après la chute du communisme fin 1989 lorsque l'ancien dissident Václav Havel, devenu président de la République, l'a nommé au poste de procureur général de la Tchécoslovaquie fédérale.
Il a adhéré en 1992 au parti de l'homme politique controversé Vladimír Mečiar, le Mouvement pour une Slovaquie démocratique (HZDS), qui a obtenu la partition à l'amiable de la Tchécoslovaquie au 1er janvier 1993. Ivan Gašparovič a été le principal auteur de la Constitution de la Slovaquie indépendante.

### Un proche de Vladimír Mečiar
En 1992, il est élu président du Conseil national slovaque, d'abord au sein de la Tchécoslovaquie. Il occupe ce poste pendant six ans, aussi longtemps que reste au pouvoir le président du gouvernement, Vladimír Mečiar. Cette période a été marquée par des privatisations opaques et des scandales politiques. Pour ces raisons, la Slovaquie a été exclue au milieu des années 90 des premières négociations d'entrée dans l'OTAN et l’Union européenne.

### Rupture avec son mentor
Avant les législatives de 2002, soit quatre ans après que le HZDS de Vladimír Mečiar a gagné les législatives de 1998 mais n'était pas capable de former un gouvernement de coalition, Ivan Gašparovič s'est brouillé avec Vladimír Mečiar pour créer son propre parti, le Mouvement pour la démocratie (HZD).

### Président de la République
Lors du second tour de l’élection présidentielle au suffrage universel le 17 avril 2004, il a largement battu son ancien mentor avec 60 % des voix, en mobilisant une partie des opposants à Vladimír Mečiar. La droite pro-européenne, réunie autour du président du gouvernement, Mikuláš Dzurinda, avait pourtant appelé à ne pas voter pour ne pas avoir à départager deux de ses adversaires. Ivan Gašparovič avait créé la surprise au premier tour en dépassant d'extrême justesse le grand favori du scrutin, le ministre des Affaires étrangères chrétien-démocrate Eduard Kukan.
Lors des élections de 2009, il arrive en tête du premier scrutin du 21 mars avec 46,7 % des suffrages, devançant ainsi Iveta Radičová, la première femme à arriver au deuxième tour des élections présidentielles slovaques, qui a engrangé, quant à elle,  38 % des voix. Lors du second tour, le 4 avril 2009, il est réélu avec 55,53 % des suffrages.

### Vie privée
Marié avec Silvia Beníková, ingénieur en construction, Ivan Gašparovič a deux enfants. Il parle russe, croate et un peu allemand.

## Distinctions
- Grand-croix de l'ordre d'Isabelle la Catholique